# Alexéi Korováshkov
Alexéi Ígorevich Korováshkov (en ruso: Алексей Игоревич Коровашков; Stepnohirsk, Ucrania, 1 de abril de 1992) es un deportista ruso que compite en piragüismo en la modalidad de aguas tranquilas.
Participó en los Juegos Olímpicos de Londres 2012, obteniendo una medalla de bronce en la prueba de C2 1000 m. En los Juegos Europeos de Bakú 2015 consiguió una medalla de plata.
Ganó siete medallas en el Campeonato Mundial de Piragüismo, entre los años 2011 y 2024, y quince medallas en el Campeonato Europeo de Piragüismo entre los años 2010 y 2024.

## Palmarés internacional
| Juegos Olímpicos   | Juegos Olímpicos            | Juegos Olímpicos  | Juegos Olímpicos |
| Año                | Lugar                       | Medalla           | Competición      |
| ------------------ | --------------------------- | ----------------- | ---------------- |
| 2012               | Londres (Reino Unido)       | Medalla de bronce | C2 1000 m        |
| Campeonato Mundial |                             |                   |                  |
| Año                | Lugar                       | Medalla           | Competición      |
| 2011               | Szeged (Hungría)            | Medalla de oro    | C1 4 × 200 m     |
| 2014               | Moscú (Rusia)               | Medalla de oro    | C2 200 m         |
| 2014               | Moscú (Rusia)               | Medalla de oro    | C2 500 m         |
| 2014               | Moscú (Rusia)               | Medalla de oro    | C1 4 × 200 m     |
| 2014               | Moscú (Rusia)               | Medalla de plata  | C1 200 m         |
| 2015               | Milán (Italia)              | Medalla de oro    | C2 200 m         |
| 2024               | Samarcanda (Uzbekistán)     | Medalla de oro    | C2 500 m mixto   |
| Juegos Europeos    |                             |                   |                  |
| Año                | Lugar                       | Medalla           | Competición      |
| 2015               | Bakú (Azerbaiyán)           | Medalla de plata  | C2 1000 m        |
| Campeonato Europeo |                             |                   |                  |
| Año                | Lugar                       | Medalla           | Competición      |
| 2010               | Corvera (España)            | Medalla de plata  | C2 1000 m        |
| 2011               | Belgrado (Serbia)           | Medalla de oro    | C2 1000 m        |
| 2013               | Montemor-o-Velho (Portugal) | Medalla de oro    | C2 500 m         |
| 2013               | Montemor-o-Velho (Portugal) | Medalla de oro    | C2 1000 m        |
| 2014               | Brandeburgo (Alemania)      | Medalla de plata  | C2 1000 m        |
| 2014               | Brandeburgo (Alemania)      | Medalla de oro    | C1 200 m         |
| 2014               | Brandeburgo (Alemania)      | Medalla de oro    | C2 200 m         |
| 2014               | Brandeburgo (Alemania)      | Medalla de oro    | C2 500 m         |
| 2015               | Račice (República Checa)    | Medalla de oro    | C2 200 m         |
| 2015               | Račice (República Checa)    | Medalla de oro    | C2 500 m         |
| 2015               | Račice (República Checa)    | Medalla de plata  | C2 1000 m        |
| 2016               | Moscú (Rusia)               | Medalla de oro    | C2 1000 m        |
| 2017               | Plovdiv (Bulgaria)          | Medalla de plata  | C1 200 m         |
| 2024               | Szeged (Hungría)            | Medalla de oro    | C2 200 m         |
| 2024               | Szeged (Hungría)            | Medalla de oro    | C2 500 m         |